# Гандель Юрій Володимирович
Юрій Володимирович Гандель (5 липня 1934, Харків, УРСР — 1 квітня 2017, Харків, УРСР) — український математик, доктор фізико-математичних наук, спеціалізувався в області чисельних методів рішень сингулярних і гіперсінгулярних рівнянь. Заслужений працівник освіти України (2005).

## Життєпис
Народився у Харкові.
У роки німецько-радянської війни був в евакуації разом з матір'ю і молодшим братом в Кизилорді. там пішов до школи. Батько загинув на фронті (пропав безвісти) 5 липня 1942 р.
Після звільнення Харкова в 1943 р. родина повернулася з евакуації. Гандель продовжив навчання у 131 чоловічій середній школі Харкова, закінчив її у 1952 р. зі срібною медаллю. У шкільні роки (з 1946 по 1952) відвідував радіотехнічний гурток при Палаці піонерів.
Закінчив один курс радіотехнічного факультету Харківського політехнічного інституту (1953), після чого перевівся на інженерно-фізичний факультет (спеціальність «Динаміка і міцність машин», закінчив два курси). У 1956 припинив навчання у ХПІ (за офіційною версією — за станом здоров'я, за неофіційною — через розбіжності з партійним діячем).
У 1958 р. продовжив навчання, вступивши до Харківського університету, закінчивши його у 1962.
У 1962—1963 рр. працював вчителем математики в школі № 5 Харкова.
З 1963 р. працював на механіко-математичному факультеті Харківського університету: асистент, старший викладач, з 1973 р. доцент, з 1995 р. професор кафедри математичної фізики.
Взяв участь у створенні у 1964 р. Харківської фізико-математичної школи № 27, проводив в ній факультативи та спецкурси для школярів та для вчителів.
У 1971 р. захистив кандидатську дисертацію на тему «Інтегральні рівняння деяких аксіально-симетричних завдань теорії дифракції хвиль» (керівник — Н. І. Ахієзер).
Доктор фізико-математичних наук (1994), тема дисертації «Парні суматорні та сингулярні інтегральні рівняння в задачах дифракції: теорія і чисельні методи». Професор (1995).
Був членом президії Харківського математичного товариства.
У 2003 році організував і очолив ініціативну групу, яка звернулася до уряду України з пропозицією передати університету головний корпус Військово-інженерної радіотехнічної академії ім. В. Н. Каразіна. У 2004 р. Харківський університет отримав від держави свій Північний корпус.

## Наукова діяльність
Наукові інтереси: математичне моделювання фізичних процесів, чисельні методи математичної фізики, чисельне рішення сингулярних та гіперсингулярних інтегральних рівнянь, теорія дифракції електромагнітних хвиль.
Має понад 250 наукових публікацій. Був членом редколегій різних журналів, як з математичних, так і з технічних наук.
Протягом багатьох років керував науковим семінаром «Чисельне моделювання методами дискретних особливостей в математичній фізиці».
Один з організаторів Міжнародних симпозіумів «Методи дискретних особливостей в задачах математичної фізики», які регулярно проводяться з 1983 року.

## Публікації
- Гандель Ю.В. Введение в методы вычисления сингулярных и гиперсингулярных интегралов. Учебное пособие. – Харьков, ХНУ, 2002 г. - 92 с. Издание 2-ое, исправленное.
- Математические вопросы метода дискретных зарядов : Учеб. пособие / Ю. В. Гандель, Т. С. Полянская ; Харьк. гос. ун-т им. А. М. Горького. - Харьков : ХГУ, 1991
- Модельные аксиально-симметричные смешанные краевые задачи для уравнения теплопроводности [Текст]. - Харьков : ИПМаш, 1978.
- Элементарные асимптотические оценки интегралов [Текст] : Пособие для студентов мл. курсов мех.-мат. фак. / Ю.В. Гандель ; МинВУЗ УССР. Харьк. гос. ун-т им. А.М. Горького. - Харьков : ХГУ, 1977. - 49 с. : граф.
- Ю. В. Гандель, “Краевые задачи для уравнения Гельмгольца и их дискретные математические модели”, СМФН, 36 (2010),  36–49  mathnet  mathscinet; Yu. V. Gandel', “Boundary-value problems for the Helmholtz equation and their discrete mathematical models”, Journal of Mathematical Sciences, 171:1 (2010), 74–88
- Ю. В. Гандель, А. С. Кононенко, “Обоснование численного решения одного гиперсингулярного интегрального уравнения”, Дифференц. уравнения, 42:9 (2006),  1256–1262  mathnet  mathscinet; Yu. V. Gandel', A. S. Kononenko, “Justification of the numerical solution of a hypersingular integral equation”, Differ. Equ., 42:9 (2006), 1326–1333
- Ю. В. Гандель, Т. С. Полянская, “Обоснование численного метода решения систем сингулярных интегральных уравнений задач дифракции на решётках”, Дифференц. уравнения, 39:9 (2003),  1229–1239  mathnet  mathscinet; Yu. V. Gandel', T. S. Polyanskaya, “Justification of a Numerical Method for Solving Systems of Singular Integral Equations in Diffraction Grating Problems”, Differ. Equ., 39:9 (2003), 1295–1307
- Ю. В. Гандель, Г. Л. Сидельников, “Метод интегральных уравнений в третьей краевой задаче дифракции на ограниченной решётке над плоским экраном”, Дифференц. уравнения, 35:9 (1999),  1155–1161  mathnet  mathscinet; Yu. V. Gandel', G. L. Sidel'nikov, “The method of integral equations in the third boundary value problem of diffraction by a bounded lattice over a plane screen”, Differ. Equ., 35:9 (1999), 1169–1175
- Ю. В. Гандель, И. К. Лифанов, “Новый подход к решению смешанных краевых задач для уравнений Лапласа и Гельмгольца”, Дифференц. уравнения, 34:9 (1998),  1246–1253  mathnet  mathscinet; Yu. V. Gandel', I. K. Lifanov, “A new approach to the solution of mixed boundary value problems for the Laplace and Helmholtz equations”, Differ. Equ., 34:9 (1998), 1248–1254
- Ю. В. Гандель, И. К. Лифанов, Т. С. Полянская, “К обоснованию метода дискретных особенностей в двумерных задачах дифракции”, Дифференц. уравнения, 31:9 (1995),  1536–1541  mathnet  mathscinet  zmath; Yu. V. Gandel', I. K. Lifanov, T. S. Polyanskaya, “On a justification of the method of discrete singularities in two-dimensional diffraction problems”, Differ. Equ., 31:9 (1995), 1491–1497